# Симьонченку, Силвиу
Силвиу Симьонченку (рум. Silviu Simioncencu; 13 декабря 1975, Кришан) — румынский гребец-каноист, выступал за сборную Румынии на всём протяжении 2000-х годов. Участник летних Олимпийских игр в Афинах, четырёхкратный чемпион мира, пятикратный чемпион Европы, победитель многих регат национального и международного значения.

## Биография
Силвиу Симьонченку родился 13 декабря 1975 года в коммуне Кришан, жудец Тулча. Активно заниматься греблей начал с раннего детства, проходил подготовку в Бухаресте, состоял в столичном спортивном клубе «Стяуа».
Первого серьёзного успеха на взрослом международном уровне добился в 2000 году, когда попал в основной состав румынской национальной сборной и побывал на чемпионате Европы в польской Познани, откуда привёз награды серебряного достоинства, выигранные в зачёте четырёхместных каноэ на дистанциях 500 и 1000 метров. Два года спустя на европейском первенстве в венгерском Сегеде в двойках получил серебро на пятистах метрах и золото на тысяче метрах, тогда как на мировом первенстве в испанской Севилье выиграл серебряную медаль в двойках на пятистах метрах.
На чемпионате мира 2003 года в американском Гейнсвилле Симьонченку четырежды поднимался на пьедестал почёта, в том числе завоевал серебряную медаль в полукилометровой гонке двоек, золотую медаль в километровой гонке двоек, бронзовую медаль среди четвёрок на двухстах метрах и ещё одну золотую медаль среди четвёрок на пятистах метрах. В трёх дисциплинах из четырёх он сместился в итоговом протоколе на одну строчку выше, так как результаты команды России были аннулированы из-за положительной допинг-пробы гребца Сергея Улегина.
В 2004 году на чемпионате Европы в Познани на пятистах метрах Симьонченку взял бронзу среди двоек и золото среди четвёрок. Благодаря череде удачных выступлений удостоился права защищать честь страны на летних Олимпийских играх в Афинах — стартовал здесь в двойках вместе с напарником Флорином Попеску на дистанциях 500 и 1000 метров, в обоих случаях дошёл до финала и показал в решающих заездах четвёртый результат, немного не дотянув до призовых позиций.
После афинской Олимпиады Силвиу Симьонченку остался в основном составе гребной команды Румынии и продолжил принимать участие в крупнейших международных регатах. Так, в 2005 году он одержал победу на европейском первенстве в Познани и на мировом первенстве в Загребе — оба раза в программе четырёхместных каноэ на полукилометровой дистанции. В следующем сезоне на чемпионате Европы в чешском Рачице защитил чемпионское звание, в то время как на чемпионате мира в Сегеде вынужден был довольствоваться бронзовой наградой. В 2007 году на первенстве континента в испанской Понтеведре стал бронзовым призёром среди четвёрок на тысяче метрах, при этом на первенстве мира в немецком Дуйсбурге в этой же дисциплине одолел всех своих соперников и вернул себе чемпионский титул. Через год добавил в послужной список золотую медаль, выигранную среди четвёрок на пятистах метрах на чемпионате Европы в Милане, став таким образом пятикратным чемпионом Европы.
Последний раз показал сколько-нибудь значимый результат на чемпионате мира 2009 года в канадском Дартмуте, где удостоился бронзовой награды в километровом зачёте четырёхместных экипажей. Вскоре по окончании этих соревнований принял решение завершить карьеру профессионального спортсмена, уступив место в сборной молодым румынским гребцам.